# Nemanja Matić
Nemanja Matić (srbskou cyrilicí Немања Матић; 1. srpna 1988 Šabac) je srbský profesionální fotbalista, který hraje na pozici defenzivního záložníka za francouzský klub Olympique Lyon. Mezi lety 2008 a 2019 odehrál také 48 utkání v dresu srbské reprezentace, ve kterých vstřelil 2 branky.
Hrával na postu ofenzivního středopolaře, v Benfice Lisabon se však přesunul na pozici defensivního záložníka. Stal se fotbalistou roku 2014 v Srbsku.

## Klubová kariéra
V profesionálním fotbale debutoval v srbském klubu FK Kolubara. Po jej zaregistroval skauting slovenského klubu MFK Košice, kam přišel v roce 2007 zadarmo. Zde podával výborné výkony a výrazně přečníval konkurenci. Vedl jej zde trenér Ján Kozák.

### Chelsea (+ hostování ve Vitesse)
V srpnu 2009 jej za 1,5 miliónu liber odkoupil anglický velkoklub Chelsea FC, s nímž hráč podepsal čtyřletou smlouvu. Za londýnský celek však odehrál jen 2 ligové zápasy, ale díky tomu se stal vítězem Premier League 2009/10. Sezonu 2010/11 strávil na hostování v nizozemském klubu Vitesse.

### Benfica Lisabon
V lednu 2011 odešel do Benficy Lisabon, stal se součástí transferu za brazilského obránce Davida Luize, který šel směrem do Chelsea. Trenér Benficy Jorge Jesus mu naordinoval změnu postu, z ofenzivního na defensivního záložníka.
S Benficou Lisabon se v Evropské lize 2012/13 probojoval až do finále proti Chelsea FC. V semifinále podal velmi kvalitní výkon v odvetném zápase s tureckým Fenerbahçe SK. Benfica zvítězila 3:1, smazala prohru 0:1 z prvního zápasu v Istanbulu a postoupila do finále, kde podlehla Chelsea FC 1:2 gólem z nastaveného času. Nemanja nastoupil v základní sestavě a odehrál opět dobré utkání, nebál se obejít protihráče a zapojoval se do kombinace. Za sezonu 2012/13 byl vyhlášen nejlepším hráčem nejvyšší portugalské ligy.
Dne 27. listopadu 2013 vstřelil gól v základní skupině Ligy mistrů proti Anderlechtu Brusel, utkání skončilo výsledkem 3:2 pro Benficu. S Benficou ale nepostoupil ze základní skupiny C do vyřazovacích bojů Ligy mistrů 2013/14, portugalský tým v ní obsadil třetí místo.

### Chelsea (návrat)
Dne 15. ledna 2014 se vrátil do Chelsea, kam přestoupil za 21 milionů £. Podepsal smlouvu na 5½ roku. Obnovenou premiéru absolvoval 19. ledna v ligovém utkání proti Manchesteru United (výhra 3:1), kdy šel na hřiště v 86. minutě. 3. května 2015 tři kola před koncem sezóny 2014/15 získal s Chelsea ligový titul, v téže sezóně vyhrál i Football League Cup. Ligový titul s Chelsea získal i v sezóně 2016/17.

### Manchester United
Dne 31. července 2017 přestoupil do Manchesteru United, kde podepsal tříletý kontrakt. Chtěl jej trenér José Mourinho, který jej vedl dříve v Chelsea. Cena přestupu byla podle britských médií 35 milionů £ + 5 milionů £ bonusy.

### Lyon
Dne 17. května 2025 nastoupil do zápasu Ligue 1 proti týmu Angers SCO z lavičky. Na hřiště přišel s bílou páskou na rukávu svého dresu, kterou překryl protihomofobní znak, který musí týmy povinně nosit. Za svůj krok si od francouzské ligy odnesl trest suspenze (zákazu činnosti) na dva zápasy.

## Reprezentační kariéra
11. října 2008 debutoval v srbské reprezentaci do 21 let v zápase proti Dánsku v play-off o postup na ME U21 2009. Hrál od 88. minuty, Srbsko vyhrálo 1:0. Nastoupil i v odvetě 15. října, v ní hrál do 76. minuty. Srbsko opět vyhrálo stejným výsledkem 1:0. 19. listopadu 2008 vstřelil v přátelském zápase proti Izraeli U21 dva góly a pomohl tím k výhře 3:2.
Zúčastnil se i Mistrovství Evropy U21 2009 ve Švédsku, kde si však v prvním zápase proti Itálii (remíza 0:0) zlomil kotník a v dalších utkáních nenastoupil.

### A-mužstvo
V A-mužstvu Srbska debutoval 14. prosince 2008 v přátelském utkání proti národnímu týmu Polska, který Srbsko prohrálo 0:1. Odehrál celý zápas. První reprezentační branku v A-týmu si připsal 29. 3. 2015 v kvalifikaci na EURO 2015 ve Francii proti Portugalsku (porážka 1:2). Na evropský šampionát do Francie se však srbský tým neprobojoval.
Po prohraném přátelském zápase 13. listopadu 2015 v Ostravě s Českou republikou (1:4) kritizoval přístup svých spoluhráčů a pohrozil odchodem z reprezentace.

### Reprezentační zápasy a góly
Zápasy Nemanji Matiće za A-mužstvo Srbska
| 2008                | 1  | 0 |
| 2009                | 1  | 0 |
| 2010                | 0  | 0 |
| 2011                | 0  | 0 |
| 2012                | 3  | 0 |
| 2013                | 4  | 0 |
| 2014                | 9  | 0 |
| 2015                | 8  | 1 |
| 2016                | 4  | 0 |
| 2017                | 6  | 1 |
| 2018                | 10 | 0 |
| 2019                | 2  | 0 |
| 2020                | 0  | 0 |
| Celkem              | 48 | 2 |
| Platí k 13. 8. 2020 |    |   |

Góly Nemanji Matiće za A-mužstvo Srbska
| 010                 | 29. 3. 2015 | Estádio da Luz, Lisabon, Portugalsko  | Portugalsko | 01:1 | 2:1 | kvalifikace na EURO 2016 |
| 020                 | 10. 6. 2017 | Ernst-Happel-Stadion, Vídeň, Rakousko | Rakousko    | 02:2 | 3:2 | kvalifikace na MS 2018   |
| Platí k 13. 8. 2020 |             |                                       |             |      |     |                          |

## Mimo hřiště
V srpnu/září 2016 poskytl finanční podporu svému bývalému klubu FC VSS Košice (dříve pod názvem MFK Košice), kterému hrozilo vystěhování ze stadionu Lokomotívy v Čermeli.

## Úspěchy
- Tým roku Premier League podle PFA – 2014/15[22]

## Osobní život
Má srbské a slovenské občanství. Jeho mladší bratr Uroš Matić je také fotbalista.